# Люблинско възвишение
Люблинското възвишение (на полски: Wyżyna Lubelska) е възвишение в югоизточната част на Полша. На запад и югозапад се ограничава от долината на река Висла и десния ѝ приток Сан, на изток – от долината на река Западен Буг (десен приток на Висла), на север постепенно се понижава към Мазовецко-Подляската низина, а на югоизток постепенно се повишана към Волинското възвишение в Украйна. Повърхността му представлява хълмиста равнина, дълбоко разчленена от долините на реките Вепш, Танев и др. и от множество оврази и суходолия. Преобладаващите височини са 200 – 300 m, максимална 390 m (в крайната му югоизточна част – рида Розточе). Изградено е предимно от варовици и мергели, препокрити от льос. На югозапад и запад и север текат десните притоци на Сан – Любачувка, Танев, Букова и десните притоци на Висла – Сана, Ходел, Вепш и др., а на изток – левите притоци на Западен Буг – Солокия, Хучва и др. Голяма част от територията на възвишението е замеделски усвоена, като се отглежда пшеница, захарно цвекло, хмел, тютюн и др. Горите (широколистни и иглолистни) заемат най-високите му части, предимно в рида Розточе. Във възвишението и по неговата периферия са разположени градовете Люблин, Хелм, Замошч, Томашов Любелски и др.